# Evangelische Kirche (Freienseen)

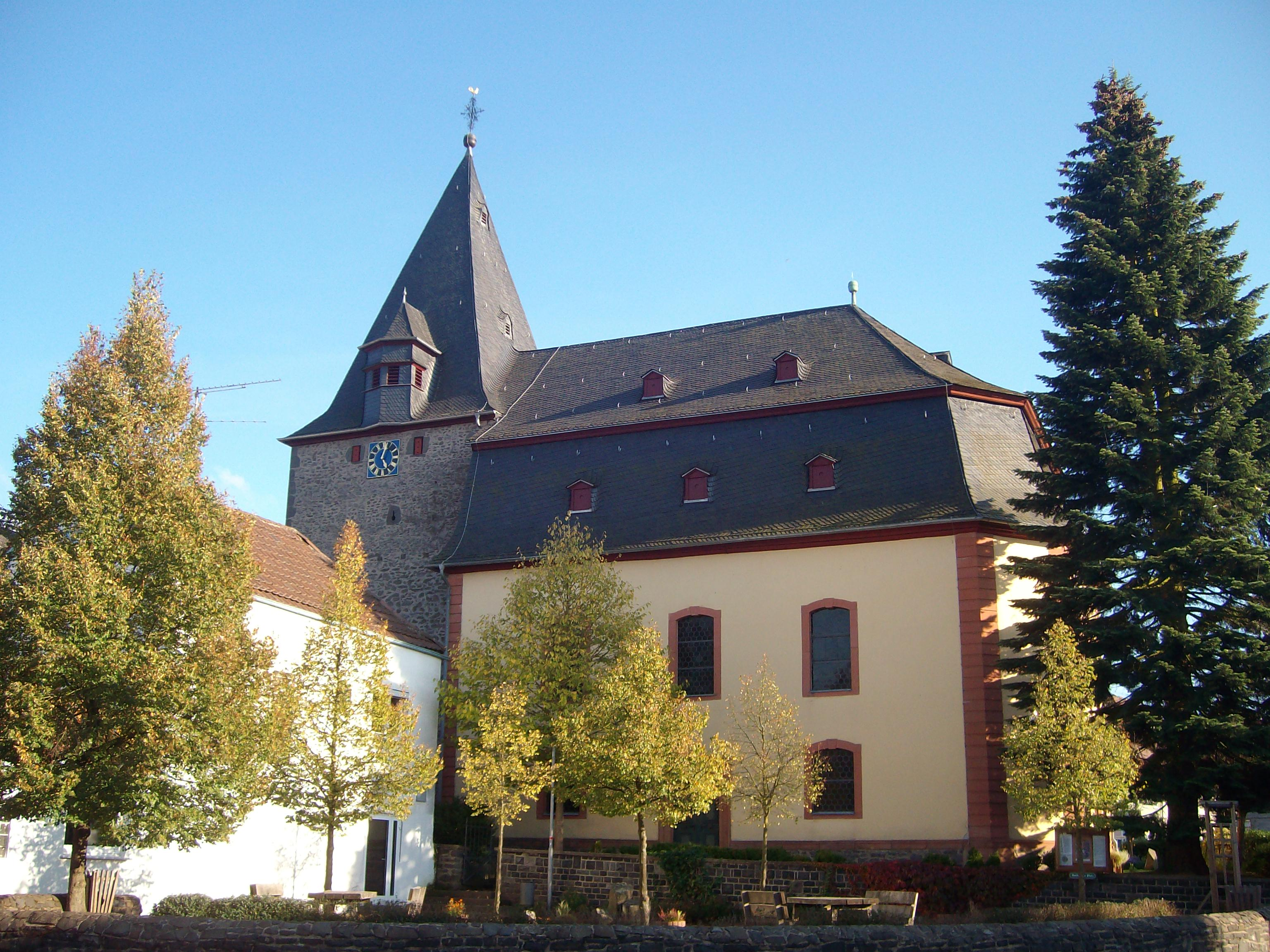
Nordseite der Kirche

Die Evangelische Kirche in Freienseen, einem Stadtteil von Laubach im Landkreis Gießen (Hessen), ist eine spätbarocke zweigeschossige Saalkirche mit Mansarddach von 1770 bis 1773 mit einem frühgotischen Chorturm aus der Mitte des 13. Jahrhunderts. Das hessische Kulturdenkmal, dessen Rokoko-Ausstattung vollständig erhalten ist, ist ortsbildprägend.
Die Kirchengemeinde gehört zum Dekanat Gießener Land in der Propstei Oberhessen der Evangelischen Kirche in Hessen und Nassau; sie bildet mit der Kirchengemeinde Sellnrod/Altenhain eine Gesamtkirchengemeinde.

## Geschichte

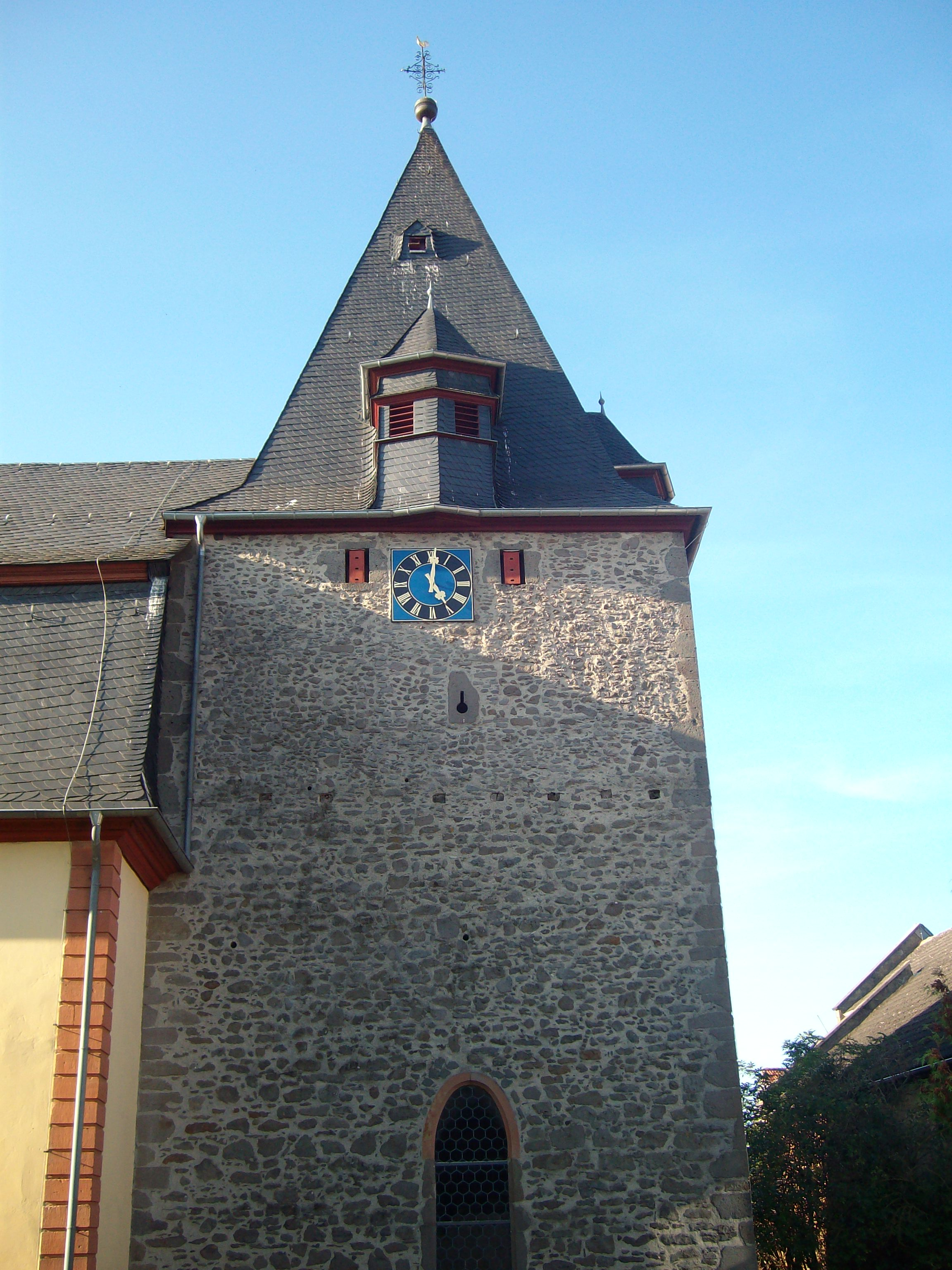
Wehrturm von Süden mit Schlüsselscharte und ursprünglichen Fenstern

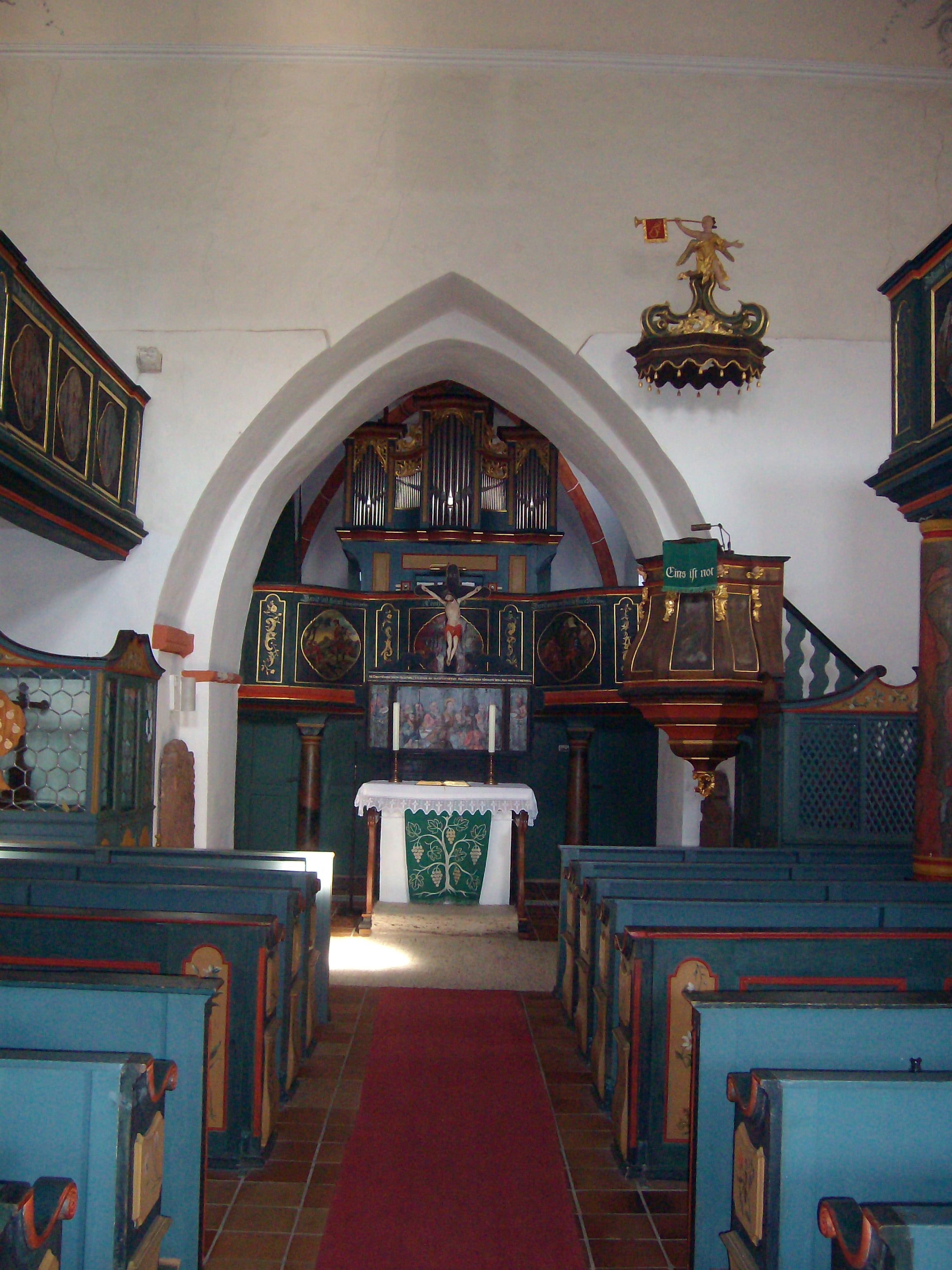
Innenraum mit nachträglich erhöhtem Chorbogen

Der Vorgängerbau, eine frühgotische Kapelle, gehörte im 14. Jahrhundert zur Pfarrei Laubach. Die Gemeinde erlangte nach 1435 ihre Selbstständigkeit und hatte zwei Pfarrstellen. Ihr waren bis 1717 als Filialgemeinden Lardenbach, Solms-Ilsdorf und Flensunger Hof zugeordnet. Mit Einführung der Reformation im Jahr 1544 unter Friedrich Magnus I. von Solms-Laubach, einem Freund Philipp Melanchthons, wechselte die Kirchengemeinde zum evangelischen Bekenntnis. Erster evangelischer Pfarrer war um 1558 Sintrum Lutz. 1717 wurde Lardenbach zur selbstständigen Pfarrei erhoben und erhielt Solms-Ilsdorf und Flensunger Hof als Filialen. Seitdem ist Freienseen ohne Tochtergemeinden; infolgedessen wurde die zweite Pfarrstelle gestrichen.
Nach Abriss des alten Kirchenschiffs im Jahr 1769 wurde das Langhaus in größerer Gestalt unter teilweiser Verwendung der alten Steine als Unterbau neu errichtet, da die Kapelle baufällig und zu klein geworden war. Die Grundsteinlegung erfolgte am 12. September 1769, die Einweihung des Neubaus am 16. Mai 1773. Der Turm erhielt in diesem Zuge seinen heutigen Helmaufbau und eine Orgelempore direkt hinter dem Chorbogen. Im Jahr 1812 wurden die Türen repariert und das Mauerwerk an der Südseite des Turms teilweise erneuert. Das Inventar erhielt einen hellblauen Anstrich. Der Innenraum wurde 1870 renoviert, neu gestrichen und das Inventar gelbbraun übermalt. Die letzte Maßnahme wurde 1950 rückgängig gemacht. 1870 wurden zudem die Bilder gereinigt und wiederhergestellt. Die Fenster und die Dachschieferung wurden 1911 erneuert. Bei einer Sanierung 1947/1948 wurden morsche Dachbalken ersetzt, das Dach neu geschiefert und die Kirche außen neu verputzt. Das Altarbild, das über dem Chorbogen angebracht war, wurde wieder als Retabel verwendet. Unter der Orgelempore wurde eine Holzwand eingebaut, wodurch der Chor als Sakristei genutzt werden konnte. Die Einweihung fand am 18. Juli 1948 statt.
Im Rahmen einer umfassenden Kirchenrenovierung in den Jahren 1975 und 1975 wurde die alte Fassung von Gestühl und Emporen wieder freigelegt. Die Fenster wurden erneuert, ein 1948 über dem Bogen gemalter Bibelspruch übertüncht, der Altar vorgerückt und unter Verwendung der alten Platte neu aufgeführt, der alte gusseiserne Ofen entfernt und eine Fußbodenspeicherheizung installiert. Zehn Grabsteine wurden an den Seitenwänden aufgestellt und das auf dem Kirchhof aufgestellte, achtseitige Weihwasserbecken aus vorreformatorischer Zeit (wohl 15. Jahrhundert) in die Kirche umgesetzt, wo es als Taufbecken dient. Das Kirchengestühl wurde restauriert, allerdings wurden nicht alle Bänke wieder aufgestellt, um vorne und hinten mehr Platz zu schaffen. Die Wiedereinweihung erfolgte am 19. Dezember 1978. Eine Sanierung des Dachstuhls des Turms samt Neueindeckung und eine Erneuerung der nördlichen Dachseite des Kirchenschiffs folgten im Jahr 2008.

## Architektur

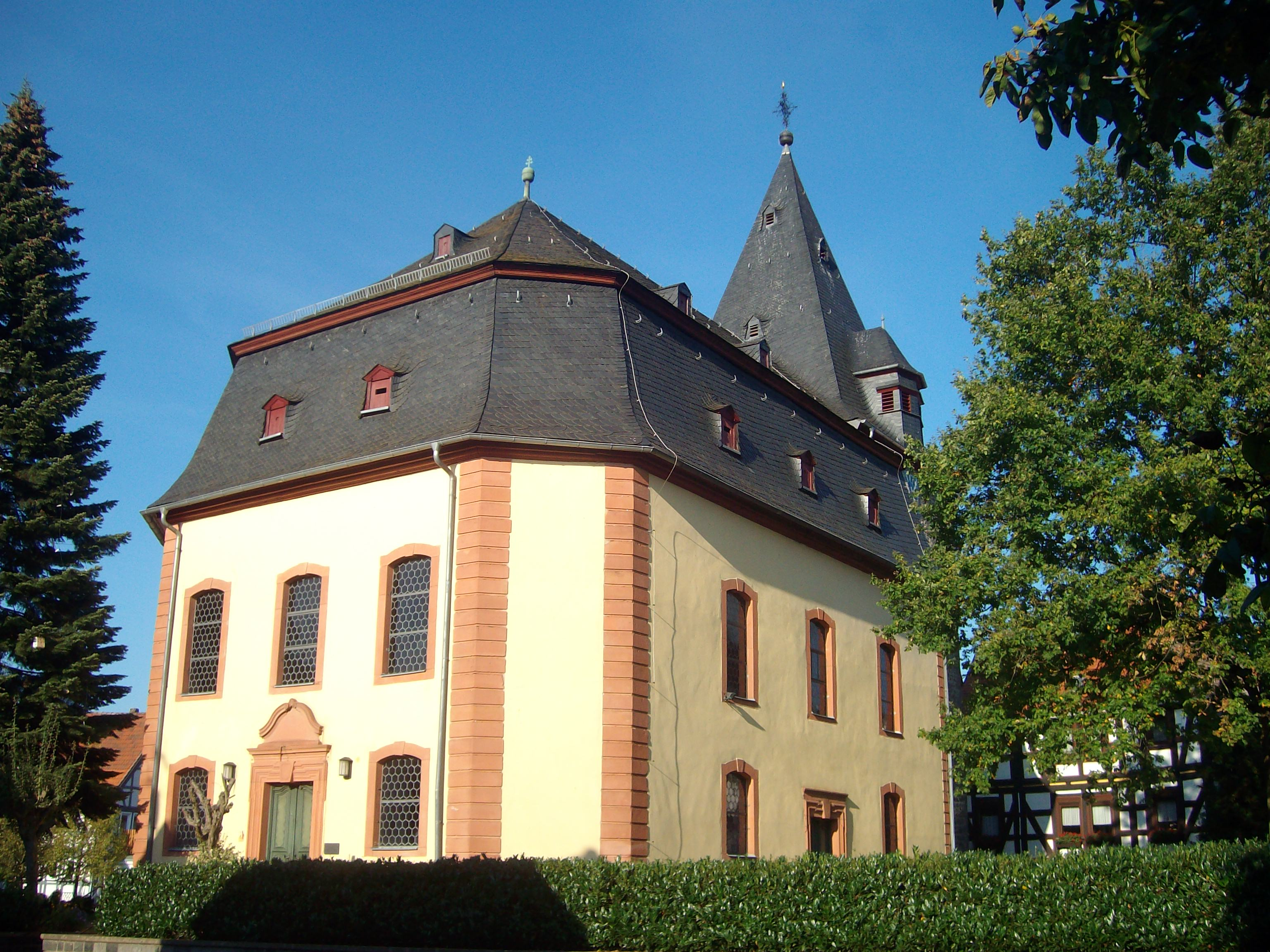
Blick von Südwesten

Die geostete Kirche ist im Ortszentrum leicht erhöht inmitten eines umfriedeten Kirchhofs errichtet, dessen Mauern von 1770 im Jahr 1966 weitgehend erneuert wurden. Die kleine frühgotische Kapelle wird auf einem Grabstein von 1755 dargestellt; die Fundamente wurden 1976 bei Ausgrabungen archäologisch nachgewiesen. Die Grundrisse von Turm und Schiff waren etwa gleich groß und miteinander verbunden.
Erhalten ist der mächtige Chorturm an der Ostseite auf quadratischem Grundriss. Die spätgotischen Schlüsselscharten und die kleinen Fenster weisen auf den Charakter als Wehrturm. Die ursprüngliche Südtür wurde 1812 vermauert. Das schmale Spitzbogenfenster an der Nordseite, die kleinen Fenster und die beiden Schießscharten unterhalb der Traufe stammen aus der Erbauungszeit. Im 15. Jahrhundert wurde das Fenster an der Ostseite eingebrochen, dessen Maßwerk nur noch in Resten erhalten ist. Darunter ist ein rechteckiges Portal mit einem Gewände aus rotem Sandstein eingelassen. In der Südseite ist ein Portal vermauert, das ursprünglich wahrscheinlich in eine angebaute Sakristei führte. In der Nische außen ist seit 1975/1976 ein Grabstein aus rotem Sandstein aufgestellt. Über dem gemauerten Turmschaft erhebt sich der verschieferte Helmaufbau, der eine Höhe von 30,30 Meter erreicht. Der spitze Pyramidenhelm wird von Turmknauf, geschmiedetem Kreuz und Wetterhahn bekrönt. Über der Traufe wurden an der Nord-, Ost- und Südseite Dachgauben mit kleinen Schalllöchern für das Geläut aufgesetzt, sogenannte Wichhäuschen, wohl mit der Erhebung zur Pfarrei im 15. Jahrhundert. An den drei freien Seiten unterhalb der Traufen sind die Ziffernblätter der Turmuhren angebracht, die elektrisch gesteuert werden. Das alte mechanische Uhrwerk ist noch im Turm erhalten. Ein Spitzbogen öffnet die Chorhalle zum Schiff. Die Turmhalle hat ein Kreuzgratgewölbe, dessen Rippen auf Spitzkonsolen ruhen. Der Schlussstein ist mit einer stilisierten Rose, einem Mariensymbol, belegt.
Das Langhaus mit Eckquaderung ist an allen Seiten streng symmetrisch gebaut und hat an der Westseite abgeschrägte Kanten. Mittig ist an den drei freien Seiten ein rechteckiges Portal mit Architrav eingelassen, das von zwei Stichbogenfenstern flankiert wird. West- und Nordportal sind mit 1770 bezeichnet. Ein Gedenkstein über dem Westportal trägt die Inschrift: „HAEC AEDES EXSTRVCTA EST ANO 1770“. In der oberen Ebene sind entsprechend drei Fenster eingelassen. Das etwas aufwändiger gearbeitete Westportal präsentiert sich als Hauptportal. Das steile Mansarddach weist an der Westseite zwei und an den Langseiten je drei Gauben aus der Erbauungszeit auf.

## Ausstattung

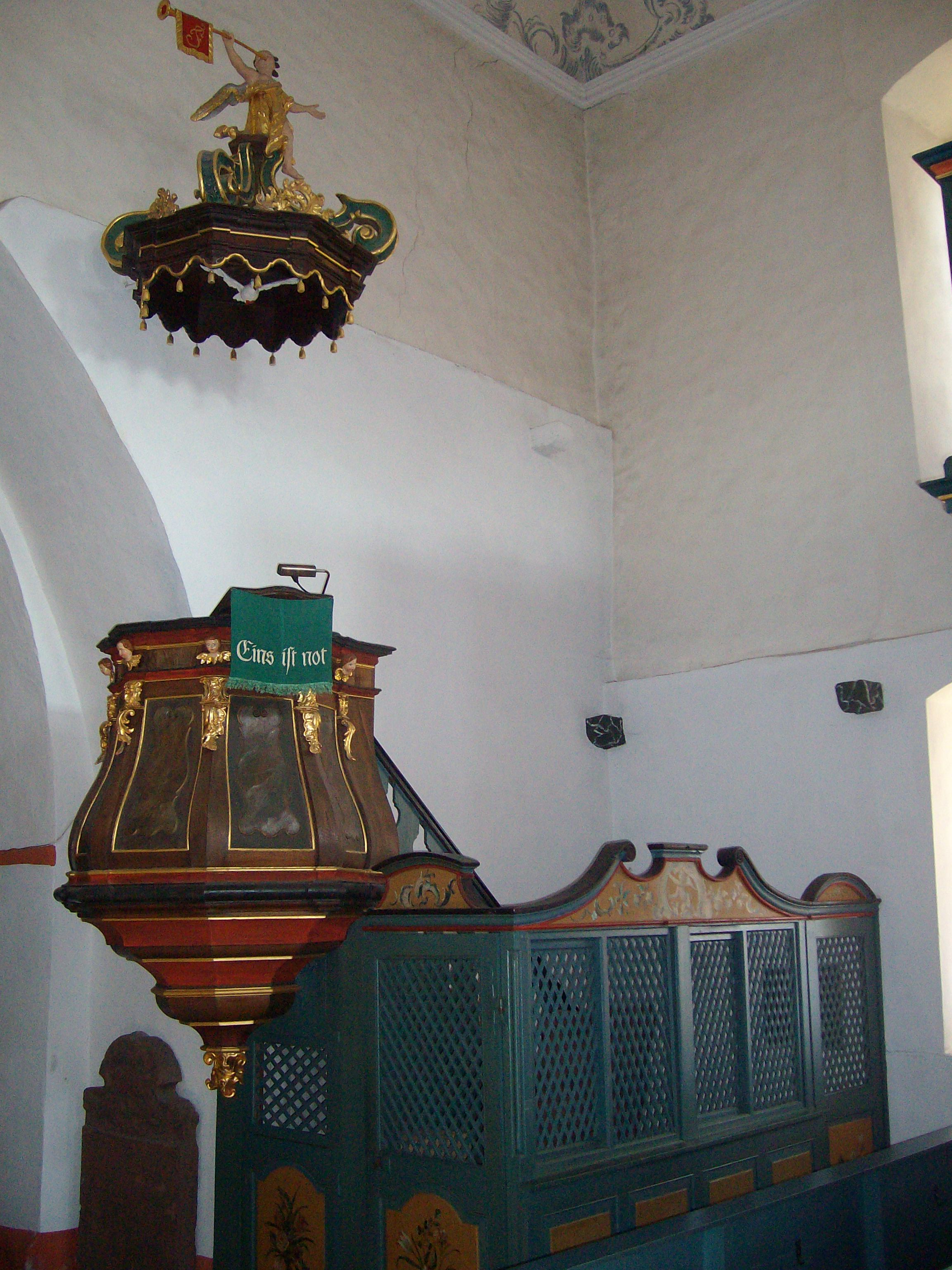
Rokoko-Kanzel

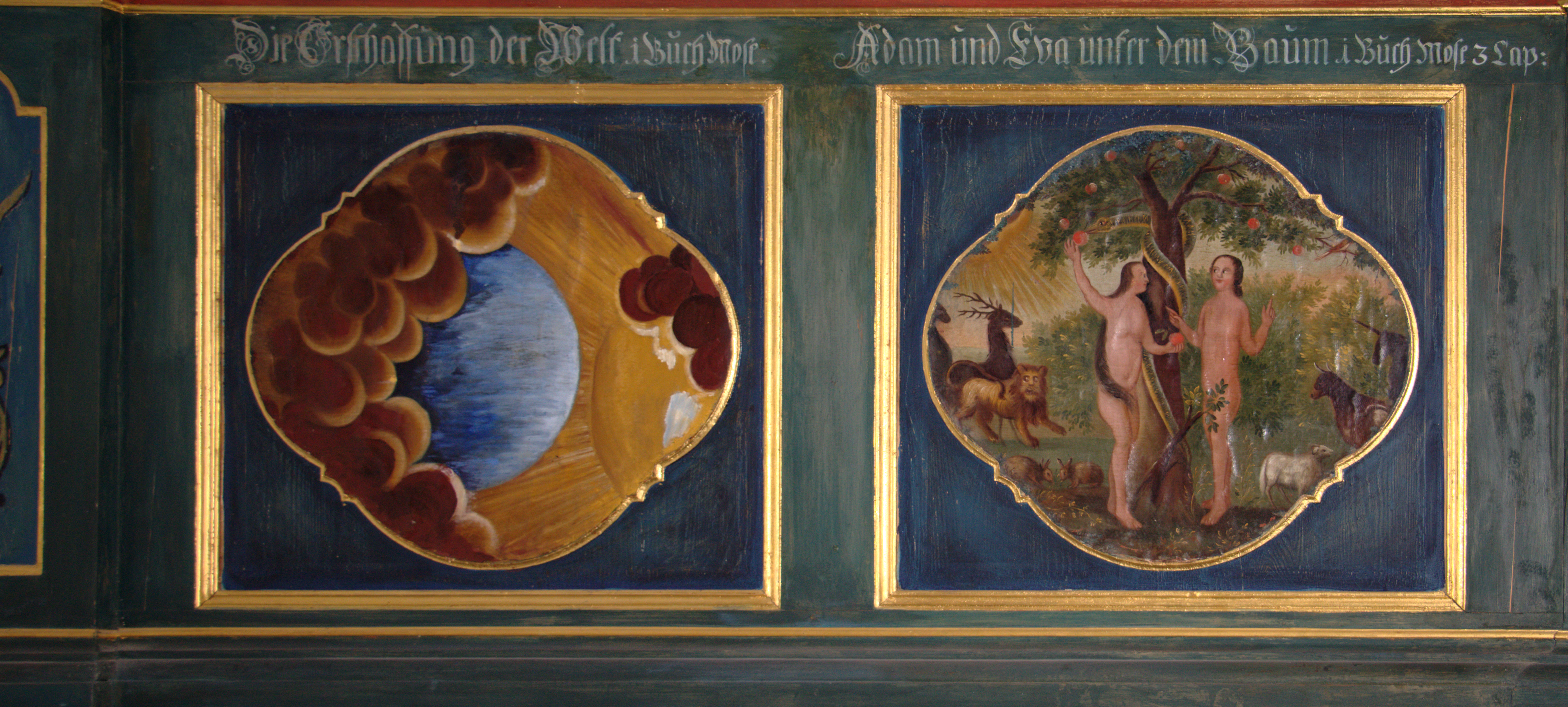
Brüstungsmalereien von 1773: Schöpfung, Adam und Eva

Die ursprüngliche, qualitätvolle Rokoko-Ausstattung ist vollständig erhalten. An der Spiegeldecke sind ornamentale Malereien angebracht. Der Innenraum wird von der dreiseitig umlaufenden Empore geprägt, die auf sechs marmorierten Säulen ruht und den Eindruck einer Zweigeschossigkeit vermittelt. In den Vierpassfeldern der Emporenbrüstungen sind 24 unsignierte Ölgemälde angebracht, die 14 Darstellungen aus dem Alten und 10 aus dem Neuen Testament zeigen und Daniel Hisgen zugeschrieben werden. Die Orgelempore im Chorbogen ist geschweift und hat drei Gemälde von König David. Davor steht der Altar von Martin Kramer und Johannes Bern aus dem Jahr 1643, dessen Retabel mit der Abendmahlsszene von 1651 seitliche Brüstungen hat. Es wird von einem Kruzifix bekrönt, das ebenfalls aus dem Jahr 1651 stammt. Die Pfarrerstochter Luise Frank stiftete 1889 ein Altarkruzifix aus Eichenholz mit einem Korpus aus versilberter Bronze, da das Altarbild zu der Zeit über dem Bogen angebracht war. 1948 wurde das Altarkreuz entfernt, als das Altarbild seinen heutigen Platz erhielt. Die Altarplatte von etwa 1250 wurde wahrscheinlich aus dem Vorgängerbau übernommen.
Der ehemals runde Triumphbogen wurde später spitzbogig erhöht, um genügend Raum für die Orgel zu bieten. Die bauchig geschwungene, polygonale, hölzerne Kanzel eines unbekannten Künstlers am südlichen Chorbogen ist aufwändig geschnitzt und hat einen zierlichen Schalldeckel, auf dem ein Trompete blasender Engel steht. Unterhalb des Schalldeckels schwebt eine weiße Taube. Der vergitterte Pfarrstuhl führt zum Kanzelaufgang. Ihm entspricht in der Ecke auf der linken Seite vor dem Bogen der verglaste Patronatsstuhl für den Grafen von Laubach. Die Füllungen und die geschwungenen Bekrönungen sind mit Blumen bemalt, die ebenfalls Daniel Hisgen zugeschrieben werden. Das hölzerne Kirchengestühl mit geschweiften Wangen und gemaltem Blumendekor lässt einen Mittelgang frei. Der Kronleuchter datiert von 1904.
In die nördliche Chorwand ist eine zinnenbekrönte Sakramentsnische eingelassen. Aus vorreformatorischer Zeit ist in einer Nische eine Piscina an der Ostwand des Turms erhalten, die einen Ausfluss nach außen hat und die auf die vorreformatorische Aufstellung des Altars in der Turmhalle hinweist. Zahlreiche Grabsteine sind an den Innenwänden der Kirche angebracht. Der Grabstein des Johann Conrad Graf von 1755 mit der schematischen Darstellung von Freienseen wurde nachträglich innen an der Nordwand der Kirche aufgestellt.

## Orgel

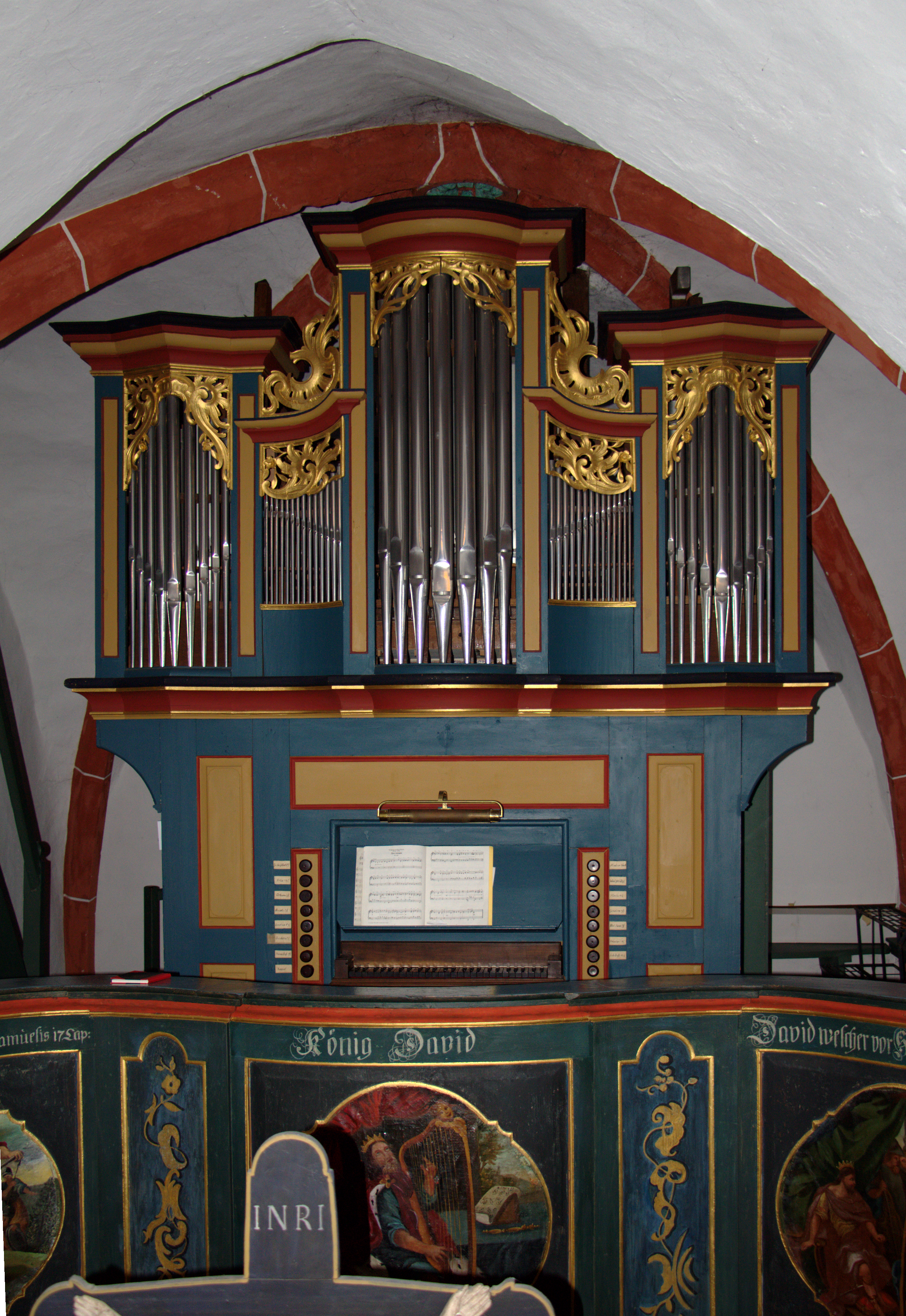
Orgel von 1797

Bereits die Vorgängerkapelle besaß eine Orgel, die erstmals 1706 nachgewiesen ist. Für das neue Gotteshaus schaffte die Gemeinde im Jahr 1797 eine neue Orgel an, dessen Erbauer namentlich nicht genannt wird. Der Prospekt, technische Details und die Jubalfloete 8′ weisen auf Johann Andreas Heinemann und seinen Schwiegersohn Johann Peter Rühl aus Gießen, möglicherweise auch auf Henrich Jacob Syer, Sohn von Johann Friedrich Syer aus Offenbach. Johann Georg Bürgy reparierte 1824 die Bälge und führte 1835 weitere Reparaturen durch. Nach Arbeiten von Ph. Jacob Kayser aus Grünberg im Jahr 1840 wurde Johann Georg Förster 1857 mit einer Reparatur beauftragt. 1857 beseitigte Förster durch eine Kanalerweiterung die Windstößigkeit des Instruments, legte eine gleichstufige Stimmung, beantragte 1871 eine weitere Reparatur und setzte 1891 das Werk instand. Die Gemeinde kaufte 1919 eine größere, gebrauchte Orgel aus Königstein im Taunus. Nachdem der Denkmalpfleger und das Oberkonsistorium den Einbau untersagten, kam es zu einem Streitverfahren, das mit dem Rücktritt von dem Kauf endete.
Im Zuge einer Instandsetzung durch Förster & Nicolaus 1953 wurde die Gambe 8′ durch ein Quintatön 8′ ersetzt. 1977 folgte eine Restaurierung durch dieselbe Firma, die den Principal 4′ erneuerte. Das Instrument verfügt über 13 Register, die sich auf einem Manual und Pedal verteilen. Neben den beiden ausgetauschten Registern wurde der vierte Chor der Mixtur erneuert. Das übrige Pfeifenwerk ist alt. Die Disposition lautet wie folgt:
| I Manual C–e3 |        |
| Bourdon       | 8′     |
| Floet Travers | 8′     |
| Jubalfloete   | 8′     |
| Quintatön     | 8′     |
| Principal     | 4′     |
| Floeta        | 4′     |
| Quinta        | 3′     |
| Oktave        | 2′     |
| Waldflöte     | 2′     |
| Tertia        | 1 3⁄5′ |
| Mixtur IV     |        |

| Pedal C–c1     |     |
| Sup Bass       | 16′ |
| Principal Bass | 8′  |

- Koppeln: I/P

## Geläut
Der Kirchturm beherbergt ein Dreiergeläut. Vermutet wird, dass bereits die Kirche des 13. Jahrhunderts eine Glocke besaß. Eine große Glocke wurde 1853 gegossen, die 1942 abgeliefert werden musste. Sie entging dem Einschmelzen, wurde 1946 in Hamburg aufgefunden und 1947 wieder in Freienseen aufgehängt. Eine 1857 gegossene Glocke mit 0,94 Meter Durchmesser und 514 kg Masse wurde 1942 ebenfalls abtransportiert und eingeschmolzen. Als Ersatz schaffte die Gemeinde 1954 eine neue Glocke an.
| Nr. | Gussjahr | Gießer, Gussort                  | Durchmesser (mm) | Masse (kg) | Schlagton (HT-1/16) | Inschrift |
| 1   | 1853     | Philipp Heinrich Bach, Windecken | 1070             | 757        | fis1                | „KIRCHENVORSTAND HERR PFARRER BLUMHOF HERR BUERGERMEISTER LOEBER, BEIGEORDNETER H R J F BEYER, J. BACHMANN 2, K.H. VOELP J K IMMELT 7, K JUNG, J H SCHMIDT 6 J BEYER 3, J H VOLP 2, J. H. RUHL FREIENSEEN P H H BACH ZU WINDECKEN GOSS MICH 1853 ALS HERR NOACK KREISBAUMEISTER ZU GRUENBERG WAR“         |
| 2   | 1954     | Gebr. Rincker                    |                  | 487,5      | a1                  | „Ich will bei euch wohnen [als kreisförmige Inschrift um Darstellung der Kirche] Als Ersatz für die im zweiten Weltkrieg eingezogene Glocke im Gedenken an alle die nicht heimkehren konnten 1857 – 1953 HERR BLEIBE BEI UNS ALLE TAGE BIS AN DER WELT ENDE“                                              |
| 3   | 1790     | Friedrich Wilhelm Otto, Gießen   | 810              | 323        | h1                  | „FRIEDRICH GOTTLIEB CASPARI JOHANN CONRAD STEIN BEIDE BAUMEISTER JOHAN MARTIN SAUER JOHAN PHILIPP MOLL JOHANNER BAR JOHAN HENRICH HOFMANN BEIDE VORSTEHER, BEIDE BURGEMEISTER ANNO 1790 FRIED RICH WLI HELM OTTO IN GIESEN HAT MICH GEGOSSEN VOR DIE GEMEINDE FREIENSEN IN GOTTES NAMEN BIN ICH GEGOSSEN“ |